# Skottklocka

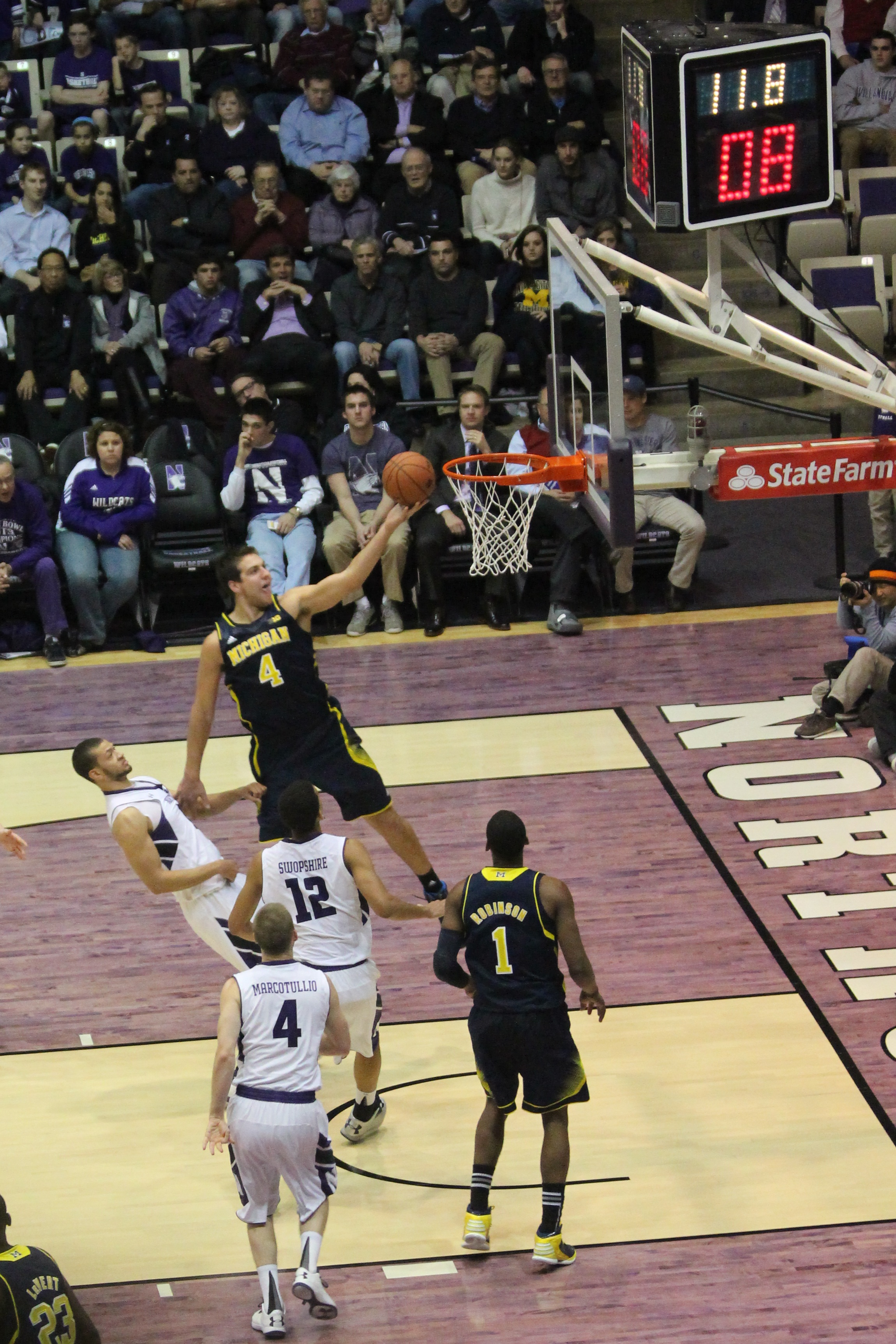
Skottklockan i övre högra hörnet visar att skottet måste komma inom åtta sekunder för att inte bollen ska gå över till motståndarna.

Skottklocka är en klocka som används i bollspel som till exempel basketboll, snooker, professionell lacrosse, vattenpolo och korfball. Då ett lag erövrat bollen från motståndaren måste de skjuta innan tiden på skottklockan löper ut.
Om ett lag som har bollen misslyckas med att skjuta inom den bestämda tiden går bollen över till motståndarlaget. När skottklockan slår hörs en ljudsignal.
I NBA (sedan 1954"), samt i WNBA (sedan 2006) och i FIBA-matcher (sedan år 2000, 30 sekunder åren 1956-2000) tickar skottklockan neråt från 24 sekunder, och kallas där även 24-sekundersklocka.

## Bildgalleri

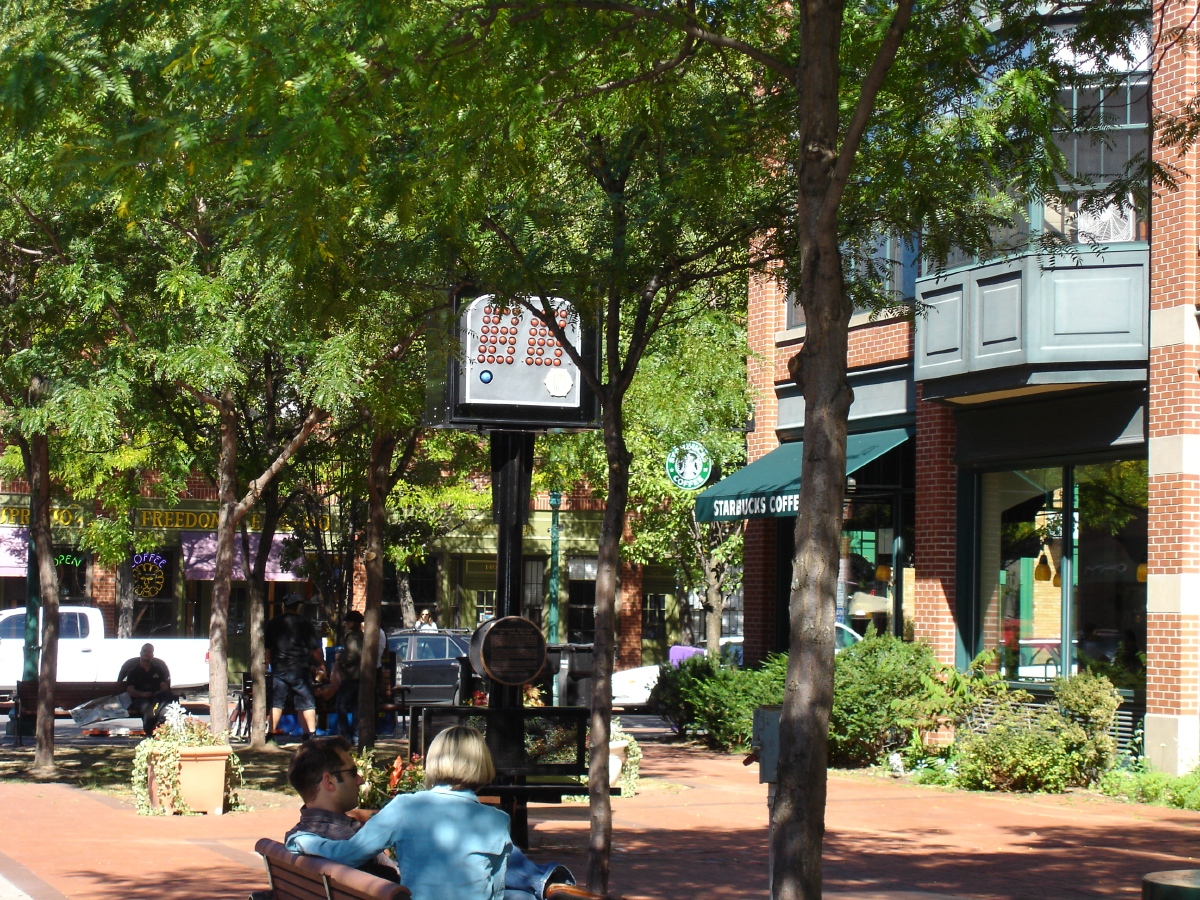
Skottklockmonumentet i Syracuse, New York.
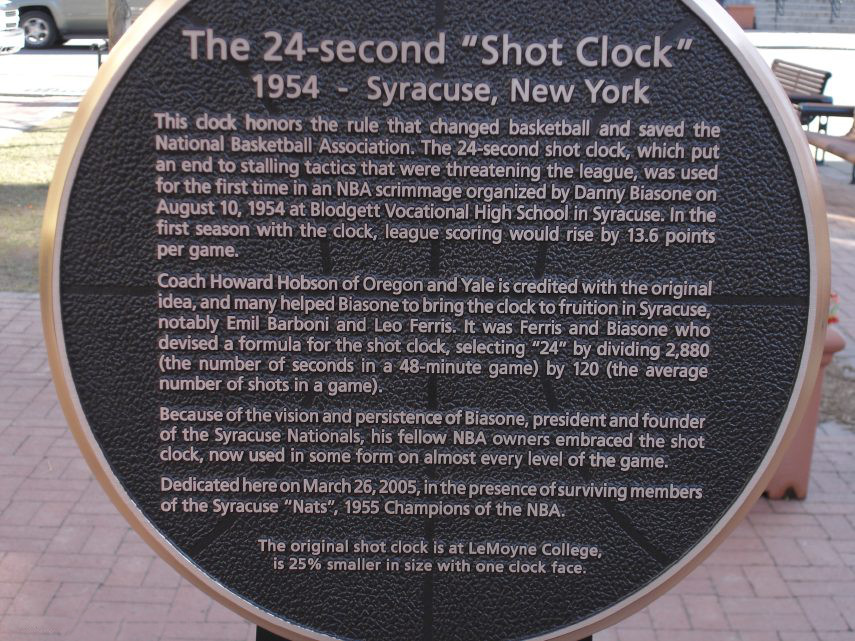
Skottklockmonumentet i närbild.

### Fotnoter
1. ↑  "History of the Shot Clock Arkiverad 7 mars 2011 hämtat från the Wayback Machine." NBA.
2. ↑  Pluto, pg. 29